# Volant

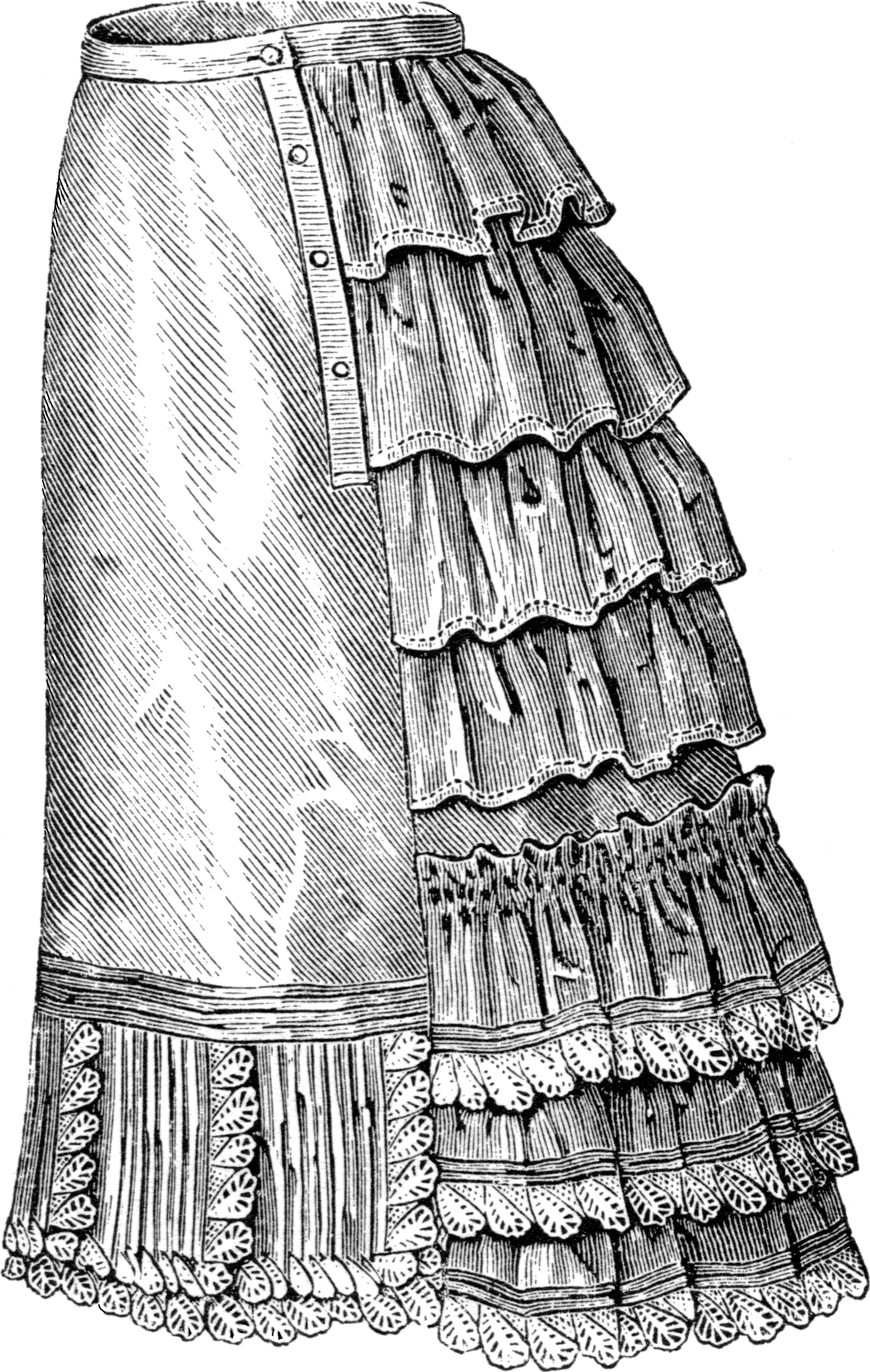
Volants an einem Unterrock 1882

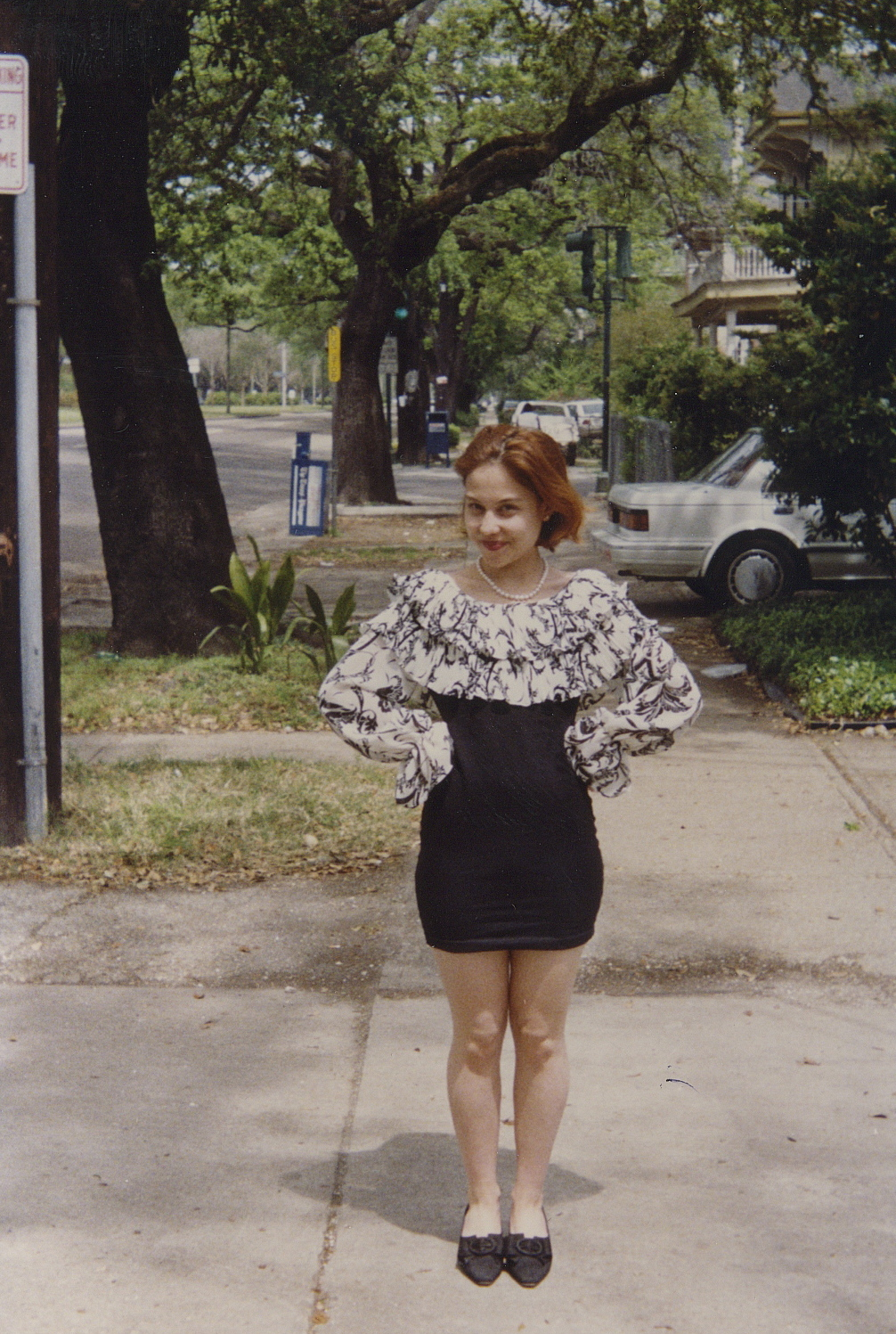
Kleid mit brustbedeckendem Volant am Carmen-Ausschnitt

Volant (IPA: [voˈlɑ̃ː], anhörenⓘ) ist ein angenähter Besatz an einem textilen Produkt.
In der Bekleidung ist es speziell ein gefältelter, an seiner Oberkante angenähter Besatz, beispielsweise eines Hemdes oder eines Rockes. Von der Rüsche unterscheidet sich der Volant dadurch, dass er kreisförmig geschnitten wird. Der Stoff fällt dadurch weicher und gefälliger. Ein Volant wird meist glatt angenäht und nicht gerafft wie eine Rüsche.
In der Raumausstattung ist ein Volant ein an der Unterkante einer Fensterdekoration oder eines Polstermöbels angenähtes Posament. Ebenso wird die außen an einem Sonnenschirm und die an der Ausfallblende einer Markise oder am Dach einer Hollywoodschaukel sowie die unter den Auflagen herunterhängende Stoffbahn als Volant bezeichnet.

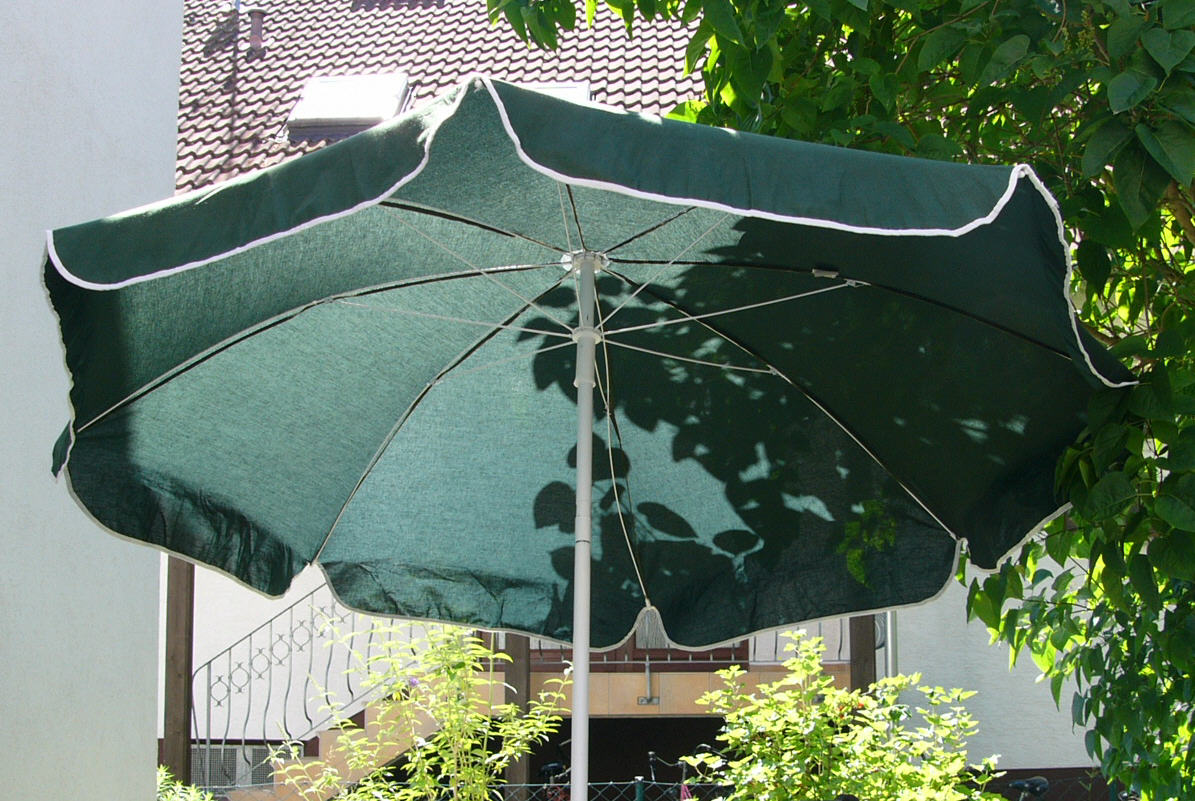
Volants am Sonnenschirm
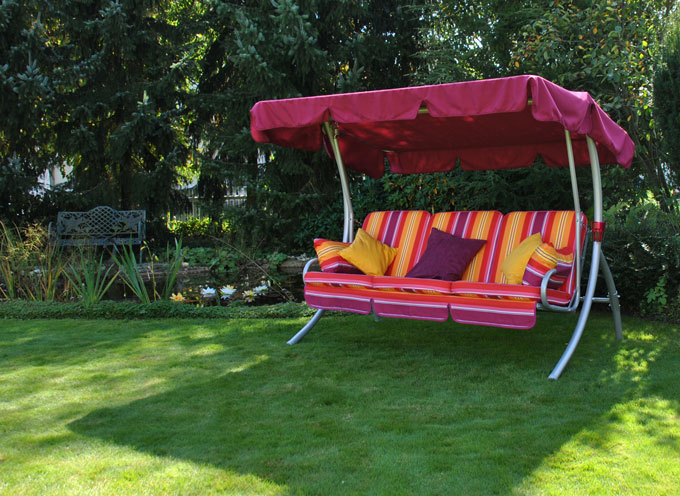
Volant am Dach einer Hollywoodschaukel
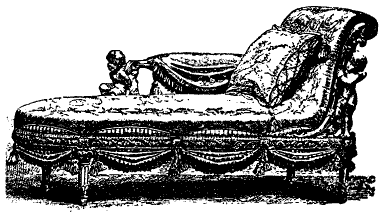
Volants an einer Chaiselonge